# Стивідорний вузол

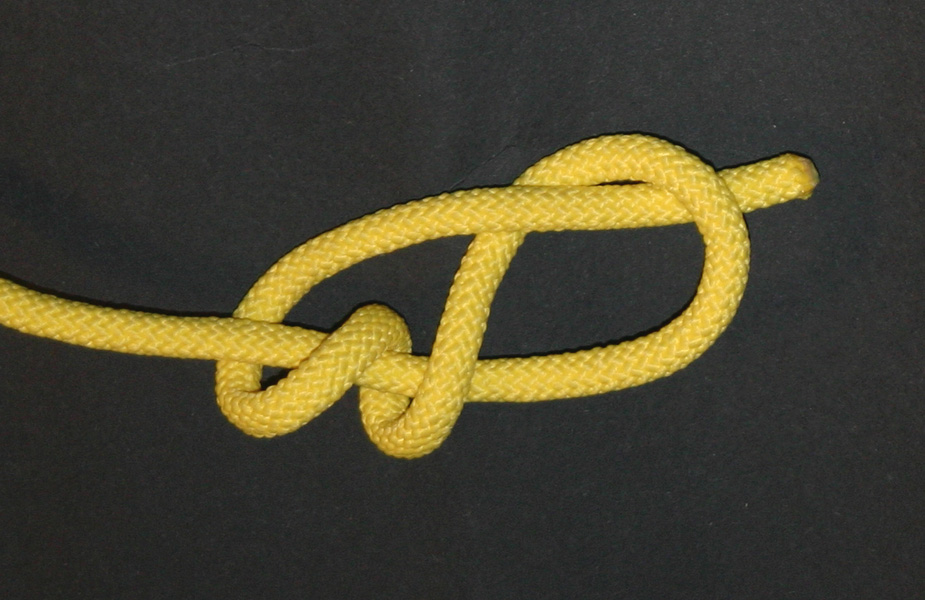
Стивідорний вузол перед затягуванням

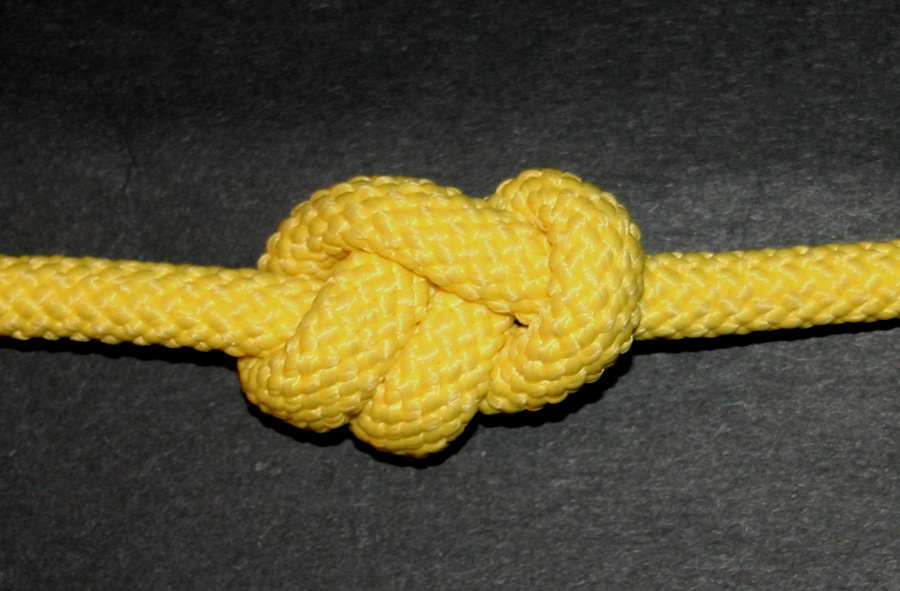
Затягнутий стивідорний вузол

Стивідо́рний ву́зол (англ. Stevedore Knot) — сто́порний вузол, що потовщує трос, який зав'язується на основі вісімки, який, як і вісімку, можна зав'язати однією рукою. Походження назви вузла пов'язують з прикладним керівництвом з техніки роботи з вузлами американської канатної компанії «Стивідор роупс». Вузол є стопором для тросів, які проходять через шківи блоків. У рибальстві використовують безліч його варіантів: подвійний стивідорний, посилений стивідорний та інші.